# La Ramajería
La Ramajería est une sous-comarque de la Tierra de Vitigudino, dans la comarque de Vitigudino, province de Salamanque (Castille-et-León, Espagne).